# Włoszczowa
Włoszczowa este un oraș în Polonia.